# Caleb McLaughlin
Caleb Reginald McLaughlin (Carmel, Nueva York; 13 de octubre de 2001) es un actor estadounidense. Empezó su carrera en Broadway realizando el papel de Simba en el musical El Rey León. Desde 2016 hace el papel de Lucas Sinclair en la exitosa serie de Netflix de ciencia ficción Stranger Things.

## Primeros años
McLaughlin creció en Carmel, una pequeña ciudad en los suburbios de Nueva York. Estudió en el Kent Primary School y luego en el George Fischer Middle School por un año. En quinto grado se mudó a la ciudad de Nueva York. Estudió baile por un año en Happy Feet Dance School en Carmel, y luego en The Harlem School Of the Arts con Aubrey Lynch, productor del musical El Rey León.

## Filmografía

### Televisión
| Año             | Título                            | Rol              | Notas                                                                   |
| --------------- | --------------------------------- | ---------------- | ----------------------------------------------------------------------- |
| 2013            | Law & Order: Special Victims Unit | Chico            | Episodio: "Born Psychopath"                                             |
| 2013            | Unforgettable                     | Hermano mayor    | Episodio: "New Hundred"                                                 |
| 2013            | Forever                           | Alejandro        | Episodio: "The Pugilist Break"                                          |
| 2016            | Shades of Blue                    | Jay-Jay          | 3 episodios                                                             |
| 2016 - presente | Stranger Things                   | Lucas Sinclair   | Papel principal; 33 episodios                                           |
| 2016            | Blue Bloods                       | Tony Lane        | Episodio: "For the Community"                                           |
| 2017            | The New Edition Story             | Ricky Bell       | Miniserie                                                               |
| 2018            | Final Space                       | Joven Gary (voz) | Episodio: "Chapter 4"                                                   |
| 2018-2021       | Summer Camp Island                | Fantasma (voz)   | 4 episodios                                                             |
| 2020            | Becoming: Ha nacido una estrella  | El mismo         | Episodio: "Caleb McLaughlin"                                            |
| 2022            | The Boys Presenta: Diabolical     | Mo-Slo (voz)     | Episodio: "An Animated Short Where Pissed-Off Supes Kill Their Parents" |

### Películas
| Año  | Título                           | Rol               | Notas                 |
| ---- | -------------------------------- | ----------------- | --------------------- |
| 2012 | Noah Dreams of Origami Fortunes' | Noah              | Cortometraje          |
| 2019 | High Flying Bird                 | Darius            |                       |
| 2019 | Dora y la ciudad perdida         | Tico (voz)        | Cameo                 |
| 2020 | Concrete Cowboy                  | Cole              |                       |
| 2023 | Shooting Stars                   | Dru Joyce III     |                       |
| 2023 | The Book of Clarence             | Zeke              |                       |
| 2026 | Goat                             | Will Harris (voz) | Película de animación |

### Vídeos musicales
| Año  | Título                | Cantante |
| ---- | --------------------- | -------- |
| 2017 | Santa's Coming For Us | Sia      |

## Teatro
| Año     | Título      | Rol         | Ubicación                 |
| ------- | ----------- | ----------- | ------------------------- |
| 2012–14 | El Rey León | Joven Simba | Teatro Minskoff, Broadway |

## Premios y nominaciones
| Año  | Premio                                   | Categoría                                                                                           | Trabajo Nominado | Resultado | Ref.   |
| ---- | ---------------------------------------- | --------------------------------------------------------------------------------------------------- | ---------------- | --------- | ------ |
| 2017 | Premios Young Artist                     | Mejor interpretación en una serie de televisión o película - Adolescente                            | Stranger Things  | Nominado  | [ 5 ]  |
| 2017 | Premios del Sindicato de Actores         | Mejor interpretación del reparto de una serie dramática                                             | Stranger Things  | Ganador   | [ 6 ]  |
| 2017 | BET Awards                               | Premio YoungStars                                                                                   | Stranger Things  | Nominado  | [ 7 ]  |
| 2018 | Premios NAACP Image                      | Mejor interpretación de un actor juvenil                                                            | Stranger Things  | Ganador   | [ 8 ]  |
| 2018 | Premios del Sindicato de Actores         | Mejor interpretación del reparto de una serie dramática                                             | Stranger Things  | Nominado  | [ 9 ]  |
| 2018 | MTV Movie & TV Awards                    | Mejor equipo en pantalla (compartido con Gaten Matarazzo, Finn Wolfhard, Sadie Sink y Noah Schnapp) | Stranger Things  | Nominado  | [ 10 ] |
| 2019 | Kids' Choice Awards                      | Actor de televisión favorito                                                                        | Stranger Things  | Nominado  | [ 11 ] |
| 2019 | Teen Choice Awards                       | Actor de televisión del verano                                                                      | Stranger Things  | Nominado  | [ 12 ] |
| 2020 | Premios del Sindicato de Actores de 2020 | Mejor interpretación del reparto de una serie dramática                                             | Stranger Things  | Nominado  | [ 13 ] |
| 2021 | Premios Black Reel                       | Mejor interpretación de actor                                                                       | Concrete Cowboy  | Nominado  | [ 14 ] |
| 2023 | Kids' Choice Awards                      | Actor Favorito de TV - Programa Familiar                                                            | Stranger Things  | Nominado  |        |